# Hjuldampskibet Geiser
Hjuldampskibet Geiser var det første af flådens hjuldampskibe, der blev bygget i Danmark (Nyholm). Ligesom forgængeren Hekla var det velarmeret, blandt andet med to bombekanoner.    

## Tekniske data

### Generelt
- Længde: 49,5 m
- Bredde:  8,1 m
- Dybdegående: 3,6 m
- Deplacement: 550 tons
- Fart: 9,6 knob
- Bemanding: 118

### Armering
- Artelleri: 2 styk 60 pund bombekanoner og 6 styk 18 pund kanoner.

## Tjeneste
- Søsat 1844 og færdigbygget 1845. Til rådighed for Postdirektoratet 1845-47. Deltog i treårskrigen 1848-50 og igen krigsudrustet 1863-65. I årene 1871-75 anvendt til troppetransport. Udgået 1879.